# Kirche Thierenberg
Die Kirche in Thierenberg im ostpreußischen Landkreis Fischhausen (Samland) war ein verputzter Ziegelsteinbau und stammte aus der Mitte des 14. Jahrhunderts. Über 450 Jahre war sie ein evangelisches Gotteshaus, bis der dann in der sowjetischen Oblast Kaliningrad gelegene Ort Dunajewka mitsamt Kirche aufgegeben und 1946 abgetragen wurde.

## Geographische Lage

Thierenberg (Thierenbg.), westnordwestlich von Königsberg und nordnordöstlich der Stadt Fischhausen am Frischen Haff, auf einer Landkarte von 1910

Thierenberg (russischer Name: Dunajewka) bestand bis 1946 und ist heute ein untergegangener Ort im Bereich des russischen Rajons Selenogradsk (Kreis Cranz). Bis 1945 war Thierenberg Bahnstation an der Strecke Fischhausen–Marienhof der Fischhausener Kreisbahn. Das Dorf lag an einer Nord-Süd-Straße, die das heutige Otradnoje (Georgenswalde) mit der weiter südlich gelegenen Hauptstraße von Kumatschowo (Kumehnen) nach Kruglowo (Polennen) verbindet. Gegenüber der Einmündung einer von Gorkowskoje (Watzum) kommenden Nebenstraße lässt sich bei genauem Hinsehen heute noch ein Weg erkennen, der zum Standort der seinerzeit auf einem Hügel gelegenen Kirche (mit Friedhof) führt, von der allerdings nur noch spärliche Fundamentreste zu finden sind.

## Kirchengebäude
Bei der Thierenberger Kirche handelte es sich um einen rechteckigen Bau aus Ziegelsteinen ohne Chor mit einem Westturm. Das Gebäude wurde in den Jahren um 1350 errichtet. Ursprünglich war eine flache Decke eingezogen, die im 16. Jahrhundert durch ein Gewölbe ersetzt wurde. Gleichzeitig verstärkte man damals die Längswände durch vorgelegte Pfeiler. Emporen wurden 1610 eingezogen.
Der Kirchenraum war reich an Ausstattungsgegenständen des 15. bis 17. Jahrhunderts und streng auf den Altar ausgerichtet. Hier stand ein wertvoller spätgotischer Altarschrein aus der Zeit 1511 bis 1518 mit einer geschnitzten Madonna im Mittelpunkt, der über Doppelflügel verfügte, deren Bemalung in Anlehnung an das Marienleben von Albrecht Dürer zeitigt. Er trägt das Wappen des von 1505 bis 1518 amtierenden samländischen Bischofs Günther von Bünau. Auf der Mensa stand ein Holzkruzifix aus dem Jahre 1706. Die fünfeckige Kanzel war ein Werk von Melchior Breuer und gehörte zu den schönsten des Samlandes. Die Orgel schuf 1832 der Orgelbauer Johann Scherweit aus Königsberg (Preußen), und die Glocken stammten aus den Jahren 1522 und 1866.
In den Jahren 1934 bis 1936 erfuhr die Thierenberger Kirche eine umfangreiche Restaurierung.
Den Zweiten Weltkrieg überstand das Gotteshaus unversehrt. Um nordöstlich des Ortes einen Flugplatz anzulegen, wurde – zwecks Beschaffung von Baumaterial – der gesamte Ort mit seiner Kirche in den Jahren 1946/47 abgetragen, so dass heute nur noch spärliche Reste auf das frühere Kirchengebäude hindeuten.

## Kirchengemeinde
Bereits in vorreformatorischer Zeit war Thierenberg ein Kirchdorf. Schon früh hielt hier die Reformation Einzug, und bis 1945 war der Ort mehr als 450 Jahre Pfarrsitz eines evangelischen Geistlichen, der ein ausgedehntes Kirchspiel zu betreuen hatte. Es gehörte zum Kirchenkreis Fischhausen (heute russisch: Primorsk) innerhalb der Kirchenprovinz Ostpreußen der Kirche der Altpreußischen Union. Im Jahr 1925 zählte die Gemeinde mit ihren 19 Kirchspielorten insgesamt 1834 Gemeindeglieder.
Die Flucht und Vertreibung der einheimischen Bevölkerung sowie die nachfolgende Abtragung des Dorfes und seiner Umgebung beendeten in den Nachkriegsjahren das kirchliche Leben in Thierenberg.

### Kirchspielorte
Neben dem Pfarrort Thierenberg gehörten 18 Orte zu dem ausgedehnten Kirchspiel der Thierenberger Kirche:
| Ortsname         | Russischer Name |  | Ortsname   | Russischer Name |
| ---------------- | --------------- |  | ---------- | --------------- |
| Arissau          |                 |  | Kojehnen   |                 |
| Auerhof          |                 |  | Kompehnen  | Niwy            |
| Bärholz          | Listopadowka    |  | Korwingen  | Olchowoje       |
| Drugthenen       | Gussewka        |  | Lindenberg |                 |
| Düringswalde     |                 |  | Markehnen  | Krasnowka       |
| Dulack           |                 |  | Norgau     | Medwedewo       |
| Kirschappen      | Druschba        |  | Romehnen   |                 |
| Klein Dirschkeim | Dworiki         |  | Streitberg |                 |
| Klein Norgau     | Ramenskoje      |  | Weidehnen  | Schatrowo       |

### Pfarrer
Von der Reformation bis zum Ende des Zweiten Weltkrieges amtierten in Thierenberg 22 evangelische Geistliche:
| - Laurentius Falckenhain, bis 1569 - Michael Schönwald, 1569–1600 - Laurentius Vallembostel, 1600 - Heinrich Störmer, 1600–1619 - Johann Neander, 1619–1641 - Ludwig Spilner, 1641–1669 - Friedrich Thomae, 1669–1697 - Samuel Engelbrecht, 1697–1705 - Johann Engelbrecht, 1706–1729 - Johann Martin Backhusius, 1729–1756 - Johann Casemir Gazali, 1756–1794 | - Christian Gottlieb Nagel, 1794–1803 - Friedrich Wilhelm Huwe, 1803–1809 - Johann Georg Sommer, 1809–1812 - Carl Heinrich Leberecht Schmidt, 1812–1828 - Theodor Laudien, 1827 - Carl Ludwig Volkmann, 1827–1838 - Georg Eduard J. Ulmer, 1838–1853 - Friedrich J. Lilienthal, 1854–1880 - Karl W. Eduard Kohrt, 1880–1893 - Julius Rudolf Strauß, 1894–1927 - Richard Fritz Paluk, 1927–1945 |

### Kirchenbücher
Von den Kirchenbüchern des Kirchspiels Thierenberg haben sich zahlreiche Dokumente erhalten. Sie werden heute im Evangelischen Zentralarchiv in Berlin-Kreuzberg aufbewahrt:
- Taufen: 1847 bis 1944
- Trauungen: 1844 bis 1944
- Beerdigungen: 1855 bis 1944

Außerdem gibt es eine Liste der Gefallenen der Jahre 1941 bis 1944.